# الحرب الأهلية الإيطالية
الحرب الأهلية الإيطالية هي حرب أهلية في ايطاليا بين الجيش الإيطالي و المقاومة الإيطالية (مع الحلفاء في الحرب العالمية الثانية ) ضد الجمهورية الإيطالية الاشتراكية (و دول المحور ) من 9 سبتمبر 1943 (تاريخ هدنة كاسيبيلي ) إلى 2 مايو 1945 (تاريخ استسلام القوات الألمانية في إيطاليا ).
خلال الحرب العالمية الثانية، بعد أن تم عزل موسوليني واعتقاله في 25 يوليو 1943 من قبل الملك فيكتور إيمانويل الثالث، وقعت إيطاليا على هدنة كاسابيل في 8 سبتمبر 1943، منهية حربها مع الحلفاء. ومع ذلك، نجحت القوات الألمانية بعد فترة قصيرة في السيطرة على شمال ووسط إيطاليا، وإنشاء الجمهورية الاجتماعية الإيطالية، مع تعيين موسوليني كقائد بعد أن تم إنقاذه من قبل المظليين الألمان. ارتكب الألمان، بمساعدة الفاشيين في كثير من الأحيان، العديد من الأعمال الوحشية ضد المدنيين والقوات الإيطالية. نتيجة لذلك، تم إنشاء الجيش الإيطالي المقاتل لمحاربة RSI وحلفائه الألمان، بينما واصلت القوات الإيطالية الأخرى الموالية لموسوليني القتال إلى جانب الألمان في الجيش الجمهوري الوطني. بالإضافة إلى ذلك، بدأت حركة مقاومة إيطالية كبيرة حرب عصابات طويلة ضد القوات الألمانية والفاشية. أدى الانتصار الملكي للمقاومة الإيطالية إلى إعدام موسوليني وتحرير البلاد وولادة الجمهورية الإيطالية.

## حرب اهلية

### فاتحة
في 25 يوليو 1943، تم عزل موسوليني واعتقاله بأمر من الملك فيكتور عمانويل الثالث وعين بيترو بادوغليو كرئيس للوزراء. في البداية، دعمت الحكومة الجديدة المحور. تم قمع المظاهرات التي تحتفل بالتغيير بعنف. استسلمت إيطاليا للحلفاء في 8 سبتمبر. غادر فيكتور روما مع وزارته، تاركًا الجيش دون قيادة. تم أخذ ما يصل إلى 600000 جندي إيطالي كسجناء على أيدي النازيين ورفض الجزء الأكبر منهم (حوالي 95 ٪) الولاء لجمهورية إيطاليا الاجتماعية التي تم تأسيسها حديثًا (RSI)، وهي دولة فاشية مع بنيتو موسوليني كرئيس للحكومة التي تم إنشاؤها في 23 سبتمبر وقد أصبح ذلك ممكنا بفضل الاحتلال الألماني لشبه الجزيرة الإيطالية عبر عملية أخير، التي خطط لها وقادها إيروين روميل. بعد الهدنة مع إيطاليا، كان للقوات البريطانية منظوران: وجهة نظر الليبراليين، الذين دعموا الأحزاب الديمقراطية التي تحاول الإطاحة بالنظام الملكي، وتشرشل، الذي فضل عدو مهزوم على حليف تم تجنيده حديثًا. أعيد تشكيل الأحزاب بعد 8 سبتمبر.

### النهاية
جعلت الهزائم على أيدي القوات الأنجلو-أمريكية الألمان وبالتالي الفاشيين الإيطاليين، أضعف بشكل متزايد في إيطاليا، حتى بحلول أبريل / نيسان، كانت جبهتهم تنهار. استفاد الثوار الإيطاليون من هذا بالقيام بانتفاضة واسعة النطاق في أواخر أبريل، حيث هاجموا الألمان المتراجعين وقوات RSI. في 26 أبريل سقطت جنوة، حيث أجبر 14000 من المقاومين الإيطاليين المدينة على الاستسلام وأخذوا 6000 جندي ألماني كسجناء. استولى 25 ألف مقاوم على ميلانو في نفس اليوم، وسقطت تورينو بعد يومين في 28 أبريل. حاول موسوليني الانسحاب إلى الجبال في 27 أبريل، ولكن تم القبض عليه من قبل الثوار وقتل.  استسلمت القوات الفاشية بالكامل في 2 مايو 1945 بعد اتفاق تم التوصل إليه مع الحلفاء في 30 أبريل، قبل استسلام ألمانيا للحلفاء في 7 مايو 1945.